# 新時代電視新聞

2004年新時代電視新聞片頭。

新時代電視新聞是加拿大粵語收費電視頻道新時代電視的新聞分部，現時分別於溫哥華和多倫多設有製播設施和駐有新聞團隊，其主要競爭對手是羅渣士傳媒集團旗下多元文化電視台的新聞節目《OMNI NEWS》。
新時代電視亦曾於1990年代製播國語新聞。然而，隨著同系的城市電視於1998年改以普通話為主要廣播語言並從2001年起全國播放，該台的普通話新聞自此可於全國接收，新時代電視亦取消播放國語新聞，從此只以粵語製播新聞節目。

## 運作
新時代電視每日製作粵語新聞節目，名為《新聞報道》，每晚於當地時間19:00播放，並於當晚23:30和翌晨06:00重播。
星期一至五的《新聞報道》全長一小時，首半小時（19:00-19:30）於新時代電視的東岸和西岸訊號作分途廣播：兩條訊號的新聞報道分別從多倫多和溫哥華兩地的編輯部製作。首半小時的内容主要是地區、國內及國際新聞。多倫多的地區消息很少會在西岸訊號出現，反之亦然。新時代電視於兩市駐有數名記者報道當地消息，但多數地區、國內及國際新聞片段是來自主流網絡（一般來說為環球電視和加拿大廣播公司）。兩市的編輯部則各自提供兩位主播，負責播報該市的版本。
節目尾半小時（19:30-20:00）則採全國聯播，由多倫多編輯部製作，並向全國發出同一訊號。位於多倫多的主播負責報道中港台新聞、生活資訊、財經消息、體育消息及天氣預報。中港台新聞片段則由香港的無綫新聞、Now新聞台提供。
周末版《新聞報道》則於星期六日晚上19:00-19:40播放，由一位新聞主播報，大部份內容由多倫多編輯部製作，另外有部份時段為加西新聞，則由溫哥華編輯部製作後衛星轉送至多倫多作全國報道。
新時代電視新聞沒有指定主播，以週末每月浮動更制取代。

## 歷史

### 2001年前
2001年前，新時代電視於溫哥華和多倫多一直以不同的方式廣播。兩地的節目編排有所不同，而兩地的新聞部大致上亦各自獨立運作：多倫多的觀眾不會接收到溫哥華編輯部製作的新聞節目，反之亦然。粵語新聞報道於當地時間晚上7:30播映，兩地各有一名主播。
1990年代中期的粵語新聞時段内還包括財經及天氣環節。財經消息及天氣報告後來分拆成獨立節目並安排在粵語新聞報道後播出，同樣由兩地的新聞部各自製作。財經消息由同日粵語新聞主播播報，而天氣報告則另有報道員主持。粵語新聞連財經和天氣報告為時約一小時。

### 2001年-2004年
新時代電視的分途廣播安排實際有違該台的全國性電視牌照條款，加拿大視訊委員會（CRTC）亦因此於2001年下令該台實行全國聯播。全國聯播從同年7月2日起實行；自此以後，除廣告時段外，溫哥華的觀眾所接收的訊號與多倫多的觀眾一樣。
全國聯播實施後，新聞報道大部分時段（包括財經消息）和天氣報告都是由多倫多編輯部製作，而溫哥華的編輯部只負責製作簡短的加西新聞環節（主要報道大溫地區的消息），隨後亦被安排製作中港台新聞環節。全國聯播初期，財經消息及天氣報告一如既往安排在新聞報道後播出。後來兩者則被併回新聞時段，而天氣報告亦改由同日多倫多新聞主播播報。
另外，溫哥華的編輯部一直依賴主流電視台BCTV（現為環球電視卑詩省分台Global BC）提供溫哥華本地新聞的片段。全國聯播實施前，溫哥華編輯部經常從BCTV / Global BC的傍晚新聞錄取所需的片段，經記者以粵語配音後再安排於自製新聞時段内播放。然而，全國聯播實施後，為配合跟多倫多的三小時時差，溫哥華的截稿時間提早至下午四時，因而無法錄取Global BC的五點鐘或六點鐘新聞，而需轉為錄取該台的早上或午間新聞。因此，相比全國聯播實施前，溫哥華的編輯部不但在新聞報道時段内獲編配得較少時間，偶然更需隔天才能播出部分溫哥華本地新聞片段。
有見及此，新時代電視後來推出了《加西晚間新聞》，由溫哥華編輯部製作，於晚上十一時播出。在此安排下，溫哥華編輯部可以從Global BC的傍晚新聞錄取所需片段，然後在西岸時間八點鐘再次跟多倫多編輯部連綫。
《新聞報道》的播放時間於2003年六月從晚上七點半提早至晚上七點。溫哥華編輯部亦同時更換佈景，轉用一個開放式的直播室。

### 2004年至今
有見於全國聯播的弊端，新時代電視於2003年向CRTC申請續牌的同時亦向當局請求修改牌照條款，允許局部分途廣播。申請於2004年獲批，而新時代電視亦於同年秋季改革新聞部。（改革後詳情已於「運作」一欄提及。）由於溫哥華編輯部已獲分配更多時間，亦無須再隔天播放本地新聞片段，《加西晚間新聞》因此被取消。
溫哥華編輯部於2006年初從溫市百老匯街廠房遷至新時代集團旗下位於列治文市的時代坊商場。新聞直播室設於時代坊三樓，並採用櫥窗式設計，途人可以觀看新聞製作過程。

## 主播安排
在2001年之前，每個地區的新聞由一個本地主播播報，這個主播不會出現在其他地區的新聞播報中。當2001年實施全國聯播後，大部分的新聞由多倫多的主播播送，而同時由一名溫哥華主播播送簡短的加西新聞摘要。
《新聞報道》於2003年六月提早至晚上七點播放的同時，也開始出現雙主播播報，由多倫多和溫哥華各出兩名主播進行本地新聞播報。引入雙主播制後，兩位主播偶然會進行一些輕鬆對話（即北美電視媒體中所謂的「Happy talk）；雙主播制實行初期，這種對話模式比較生硬，但隨著主播們漸漸適應這種模式，他們的對話也漸趨流暢。這種「happy talk」模式亦隨着多倫多新聞部於2004年引入體育主播而進一步發展。
《加西晚間新聞》從啓播至停播都只是單主播播報。

## 時事節目
除了每晚播出新聞報道，新時代電視還製作下列時事節目：
- 《時事評台》－星期日晚上8:10播出（溫哥華製作）
- 《傳媒對焦》－星期一晚上6:45播出（多倫多製作）
- 《時代雜誌》－星期三晚上6:45播出（多倫多製作）
- 《26分鐘見證實錄》－星期五晚上9:50播出（溫哥華製作）

新時代電視過去曾製作的公共事務節目還包括《坐看雲起時》、《消費直擊》和《騰達財經商業網》等。

## 無綫新聞
新時代電視於1990年代初引入衛星技術即日轉播香港的無綫新聞，並將之包裝成《香港衛星新聞》播出，以反映內容的及時性。現今資訊發達，衛星技術亦被各地媒體廣泛使用，但《香港衛星新聞》一名則沿用至今。
新時代電視初期只於早上和中午播出海外版《六點半新聞報道》；2001年實行全國聯播後，則安排在早上08:30前播放兩次海外版《午間新聞》。現時兩個節目於下列時間播出：
- 海外版《午間新聞》以《香港衛星新聞 - 早晨第一線》的名義，每天於07:30和07:50播放；
- 海外版《六點半新聞報道》以《香港衛星新聞 - 詳盡新聞速遞》的名義，每天於09:00和12:00播放。

此外，以下由無綫新聞部公共事務科製作的節目亦於新時代電視播出：
- 《星期二檔案》－星期二晚21:50播放
- 《財經透視》－星期三晚21:50播放
- 《新聞透視》－星期四晚21:50播放

## Now新聞台
Now新聞台部分報導片段，會在《新聞報道》播放。

## 新聞團隊／現任員工
| 陸小雯 |

### 多倫多
| 新聞主播及記者                       | 新聞主播及記者  | 新聞主播及記者 | 新聞主播及記者 | 新聞主播及記者 |
| ------------------------------------ | --------------- | -------------- | -------------- | -------------- |
| 陳品姬（記者）                       | 何家碧 （記者） | 梁超明（記者） | 石潤深（記者） |                |
| 鄺心愉（記者）                       | 李穎瑜（記者）  | 胡曉琳（記者） | 區憲章（記者） |                |
| 何永康（記者）                       | 陳文立（記者）  | 梅志輝（記者） | 陳逸嵐（記者） |                |
| 張桂燁（記者）                       | 蘇漢文（記者）  |                |                |                |
| 體育主播及記者                       |                 |                |                |                |
| 區憲章                               | 梅志輝          |                |                |                |
| 編輯                                 |                 |                |                |                |
| 顧明                                 | 李穎瑜          | 喬森林         |                |                |
| 節目主持及記者（括號內為主持之節目） |                 |                |                |                |
| 何家碧 《傳媒對焦》                  |                 |                |                |                |

### 溫哥華
| 新聞主播及記者                      | 新聞主播及記者                        | 新聞主播及記者                       | 新聞主播及記者      | 新聞主播及記者 |
| ----------------------------------- | ------------------------------------- | ------------------------------------ | ------------------- | -------------- |
| 陸小雯（主播）                      | 鄧曉恩（主播及採訪主任）              | 劉家逸（主播)                        | 賴佩儀（主播）      |                |
| 吳偉基 （編輯）                     | 崔源明 (副採訪主任及記者)             | 周仲文（兼職記者及編輯)              | 唐宛荍（兼職記者）  |                |
| 鄭家穎 （記者）                     | 梁嘉倩 （兼職記者，兼任城市電視記者） | 陸文倩（兼職記者，兼任城市電視記者） | 呂穎姍 （兼職記者） |                |
| 鍾瑋鉻（記者）                      |                                       |                                      |                     |                |
| 節目主持及記者                      |                                       |                                      |                     |                |
| 陸小雯 （26分鐘見證實錄主持及監製） | 周仲文（26分鐘見證實錄記者）          | 鄭家穎 (26分鐘見證實錄記者)          |                     |                |
| 鄧曉恩 （時事評台主持）             | 羅佩姍 （時事評台主持）               |                                      |                     |                |

### 前新時代電視新聞員工
| 近況：新時代電視其他部門／節目                     |                                       |                                                         |                                         |                                                         |
| 近況：加拿大中文電台                               |                                       |                                                         |                                         |                                                         |
| 梁健恆                                             |                                       |                                                         |                                         |                                                         |
| 近況：多元文化電視台（OMNI）                       |                                       |                                                         |                                         |                                                         |
| 蘇嘉欣 （溫哥華OMNI BC粵語新聞主播）               | 麥世文 （溫哥華OMNI BC粵語新聞監製）  | 李立本 （OMNI全國粵語新聞主播）                         | 馬琛沂 （OMNI多倫多粵語新聞主播）       |                                                         |
| 近況：外地電視台／電台                             |                                       |                                                         |                                         |                                                         |
| 梁國書 （三藩市KTSF粵語新聞主播）                  | 李潤庭 （香港有線電視娛樂新聞台主播） | 李景鴻 （彭博新聞社記者）                               | 葉渙雯 （香港無綫電視)                  | 吳雲甫 （香港無綫電視藝員兼無綫娛樂新聞台粤語外景記者） |
| 近況：其他                                         |                                       |                                                         |                                         |                                                         |
| 賀明禹 （前記者/主播/監製/新聞及公共事務監制總監） | 唐寶茵 （人力資源顧問）               | 羅恩惠 （回流香港、現為傳媒教育工作者及獨立紀錄片導演） | 郭錦洲 (於香港中文大學修讀歷史哲學博士) | 黃大鈞 （香港葡萄酒商會）                               |
| 蘇學楠 (卑詩省政府傳訊部)                          | 陳瀚生 (卑詩省議員)                   | 許嘉雯 （列治文市府發言人）                             | 曾宇恆 (溫哥華市政府傳訊部)             |                                                         |
| 近況：不明／待業                                   |                                       |                                                         |                                         |                                                         |
| 賈麗明                                             | 李炳恩                                | 李琳                                                    | 陳耀燕                                  | 齊曉東                                                  |
| 張子安                                             | 張欣萍                                | 林泳甜                                                  | 李炳恩                                  | 劉原                                                    |
| 陸曼怡                                             | 陸毅鵬                                | 黃嘉妍                                                  | 曹嘉欣                                  | 劉頌恩                                                  |
| 夏婉嘉                                             | 何潔雯                                | 丁樂堯                                                  | 陸毅鵬                                  | 鄒漢延                                                  |
| 黃瑜                                               | 王頌轅                                | 梁宇                                                    | 何樂琳                                  | 何銘浚                                                  |
| 龐希倫                                             | 馮照明                                | 譚敏聰                                                  | 陳穎                                    | 葉浩恩                                                  |
| 近況：退休                                         |                                       |                                                         |                                         |                                                         |
| 蘇凌峰 （曾於OMNI粵語新聞任職主播）                | 何潔貞                                |                                                         |                                         |                                                         |

## 外部連結
- 新時代電視新聞頭條
- 新時代電視新聞主播及公共事務部節目主持：溫哥華 多倫多